# Eotetranychus hainanensis
Eotetranychus hainanensis är en spindeldjursart som beskrevs av Ma, Yuan och Lin 1979. Eotetranychus hainanensis ingår i släktet Eotetranychus och familjen Tetranychidae. Inga underarter finns listade i Catalogue of Life.